# Augochloropsis zikani
Augochloropsis zikani là một loài Hymenoptera trong họ Halictidae. Loài này được Moure mô tả khoa học năm 1944.